# Tändföljd (kolvmotor)
Tändföljd är den ordningsföljd tändstiften avger gnista genom cylindrarna i en ottomotor.
Tändföljd har betydelse på alla flercylindriga kolvmotorer - från oljedrivna jättelika fartygsmotorer till de flesta motorcyklar, inklusive dem med tvåtaktsmotorer (tvåtaktsmotor säger inget om antalet cylindrar). Vid diesel- och oljedrivna motorer saknas tändstift, men med hänsyn till kolvarnas arbete och vevaxelns utformning förekommer alltid en specifik tändföljd.

## Bakgrund
På en encylindig fyrtaktsmotor får vevaxelns utförande kolven i motorns cylinder att "gå upp och ned" samtidigt med att vevaxeln roterar och avger mekanisk kraft som via en växellåda överförs till bilens kardanaxel
eller motorcykeln/mopedens kedja och ger därmed kraft till drivaxeln och dess hjul.
I en fyrtaktsmotor tänds tändstiftets gnista varannan gång kolven når sitt (nästan) högsta läge - under den så kallade kompressionsfasen, varpå bränsle-luft-blandningen (som tillförts via en eller flera ventiler) brinner och avger kraft till kolven. (Varannan gång blåses avgaserna ut genom en eller två avgasventiler)
En bilmotor har dock oftast fler cylindrar, och dessa bör vanligtvis inte nå sin kompressionsfas samtidigt. Det skulle i så fall ge en mycket skakig motor med kort hållbarhet. Istället utformas vevaxeln på så vis att varje kolv når "tändläget"
i en jämn följd, en och en - efter ett av motorkonstruktörerna noggrant beräknat mönster.

## Exempel på tändföljd
På en 8 cylindrig gammal Chevrolet V8 är kolvarna inte placerade på rad - utan den är en så kallad V8-motor. Numreringen av kolvarna (i detta exempel) är kolv nr 1 längst fram till höger i motorblocket, kolv 2 längst fram till vänster, därefter följer kolv 3-4,5-6 samt 7-8.
Den ordning som kolvarna kommer befinna sig i fyrtaktsmotorns kompressionsfas (när bränsle och luft redan sugits in, och kolven komprimerar blandningen genom att närma sig tändstiftet, som då tänds) blir samma ordning som tändstiften tänds och ordningen på denna bil (av 1960 års modell) var 1-8-4-3-6-5-7-2-1-8-4... , som sedan upprepas gång efter gång. Just när motorn startas kan vilken kolv och vilket tändstift som helst stå på tur att tända (vilket avgjordes när motorn stannades), skulle det då till exempel vara kolv nr 5, så kommer följden likväl fortsätta enligt den tändföljd som angivits och efter 5 kommer då 7-2-1-8-4-3-6-5-7-2-1-8-4... etc